# 普罗列塔尔斯科耶
普羅列塔爾斯科耶（俄语：Пролетарское），乌克兰当局称普亚蒂皮利亚（烏克蘭語：П'ятипілля），法理上是烏克蘭東部頓涅茨克州顿涅茨克区马基伊夫卡市镇内的市級鎮。距離頓涅茨克23公里，海拔高度212米，2011年人口3,263。